# Ecuadoraanse voetbalbond
De Federación Ecuatoriana de Fútbol  (afkorting: FEF of Ecuafútbol) is de Ecuadoraanse voetbalbond en werd opgericht op 30 mei 1925. De bond organiseert het Ecuadoraans voetbalelftal en het professionele voetbal in Ecuador (onder andere het Campeonato Ecuatoriano de Fútbol). De president is Luis Chiriboga Acosta, het hoofdkantoor is gezeteld in Guayaquil. De FEF is aangesloten bij de FIFA sinds 1926.